# Dichadena acuta
Dichadena acuta är en plattmaskart. Dichadena acuta ingår i släktet Dichadena och familjen Hemiuridae. Inga underarter finns listade i Catalogue of Life.